# وزارة الصحة (الأردن)
وزارة الصحة هي الجهة المسؤولة عن جميع الشؤون الصحية في الأردن.

## الصحة في عهد الإمارة
الحالة الصحية قبل تأسيس الإمارة حتى نستدل ونستشهد على التطور الصحي والطبي في الفترة الممتدة من عام ( 1921 - 1946 )
• أول مشاور للصحة مظهر باشا ارسلان عام 1921.
• أول مدير صحة الدكتور رضا توفيق عام 1921.
• تم إنشاء أول مستشفى حكومي عام 1921 وكان عدد الأسرة فيه ( 20 ) سريرا.
• مؤسس أول دائرة منظمة للصحة في الأردن الدكتور حليم أبو رحمة عام 1925 وبقي في هذا المركز حتى عام 1939.
• صدر أول قانون لتنظيم الشؤون الصحية في عهد الامارة عن مجلس المشاورين تحت عنوان ( قانون يتعلق بطبابة المستشفى ) عام
• 1923

• صادق الأمير عبد الله في 16 شباط 1924 على لائحة شروط تأسيس مستشفى السلط الإيطالي
• كانت صرفيات دائرة الصحة لعام 1924/1925 (4991) جنيها.
• تم إنشاء المختبر المركزي أول مرة في القدس عام 1924
• تم افتتاح أول صيدلية عام 1925 في عمان
• صدر أول قانون شامل لتنظيم الشؤون الصحية في الامارة عام 1926 وهو قانون الصحة لعام 1926
• واستمر العمل بهذا القانون حتى عام 1971 م.
• نشرت عام 1926 م. التعليمات الصحية حول " النظام الصحي للمؤسسات العمومية والمهن المضرة بالصحة والصناعات الخطرة الذي حظر تعاطي المهن المضرة بالصحة العامة ودفع الرسوم المستحقة.
• صدر قانون مقاومة الملاريا عام 1926 وفي نفس العام اصدرت الحكومة قانون العقارير الخطرة
• وصل عدد الأطباء عام 1926 في شرقي الأردن ( 28 ) طبيبا وطبيبة
• بلغ عدد الأطباء عام 1927 ( 39 ) طبيبا
• بلغ مجموع اسرة المستشفيات الحكومية ( 60 ) سريرا بينما كان عدد اسرة المستشفيات الخاصة ( 99 ) سريرا في عام 1927
• تم إنشاء أول مختبر للتحاليل الطبية في شرقي الأردن عام 1927 في مدينة معان
• صدر أول قانون تشريعي عمل الصيدلة وتجارة العقاقير في عام 1927 وقد سمي " قانون الصيدلة وتجارة العقاير والسموم "
• بلغ عدد المرضى الذين تمت معالجتهم من قبل دائرة الصحة في شرقي الأردن عام 1928 ما يزيد على ( 70 ) الف مريض وكانت ميزانيتها ( 11 ) الف جنيه سنويا.
• صدرت تعليمات بشأن اللجان الطبية لموظفي الحكومة في عام 1929حيث وضعت هذه التعليمات ضرورة تأسيس لجنة مركزية ولجنة لوائية.
• ميزانية دائرة الصحة أصبحت (12230 )جنيها لسنة 1932/1933 م.
• تم افتتاح المستشفى الحكومي في اربد عام 1935 وكانت سعته (12) سرير كما تم افتتاح المستشفى الإيطالي في الكرك وكانت سعته ( 36 ) سرير.
• في عام 1939 استحدثت وزارة الداخلية حيث ربطت بها دائرة الصحة.
• تم إنشاء أول مختبر في عمان عام 1940 م.
• في عام 1946 كان عدد المستشفيات في مدينة عمان 7 مستشفيات هي مستشفى الأمراض السارية والمستشفى الجراحي والمستشفى العيني ومستشفى السجن المركزي والمستشفى الإيطالي ومستشفى الدكتور قاسم ملحس ومستشفى الدكتور بطرس أبو سابا.

## التاريخ
شهد الأردن خلال الأربعين عاما الماضية نهضة صحية شاملة حقق خلالها إنجازات كبيرة في شتى المجالات الطبية رغم الظروف القاسية التي مر بها وما عاناه من آثار النكبة الفلسطينية عامي 1948 و1967 وانعكاساتها الصحية المؤلمة.
هذا ويمكن القول إن بزوغ النهضة الصحية الحقيقية في الأردن جاء بعد استقلال البلاد وتأسيس المملكة وتوحيد الضفتين وقد مر تطور النهضة الصحية في الأردن بعدة مراحل:-
• تأسست أول وزارة للصحة بتاريخ 14/12/ 1950.
• باشرت وزارة الصحة مهامها عام 1951 حيث يعتبر هذا العام بداية تطور النهضة الصحية في الأردن.
• أول إنجازات الوزارة تأسيس (6) دوائر في ألوية المملكة تتبع الإدارة المركزية في الوزارة وكان يرأس كل دائرة طبيب.
• تم فتح أول كلية للتمريض عام 1953.
• تم إنشاء المختبر المركزي للفحوصات الطبية عام 1953.
• تم إنشاء نقابة الأطباء في عام 1954.
• تم إنشاء كلية الأميرة منى للتمريض عام 1962.
• طبق أول نظام تأمين صحي في المملكة لأفراد القوات المسلحة عام 1963.
• قامت الوزارة بتطبيق أول نظام تأمين صحي مدني في المملكة عام 1965.
• تم إنشاء كلية الطب في الجامعة الأردنية عام 1970
• صدور قانون الصحة العامة رقم 21 لسنة 1971 حيث حل محل قانون الصحة العامة رقم 43 لسنة 1966.
• تم افتتاح مدينة الحسين الطبية عام 1973.
• تم افتتاح معهد المهن الطبية المساعدة في عمان عام 1973.
• صدور نظام المجلس الصحي العالي رقم 60 لعام 1977.
• تم افتتاح معهد المهن الطبية المساعدة في اربد عام 1978.
• تم افتتاح كلية الصيدلة في الجامعة الأردنية عام 1980.

## المهام

### المسؤوليات
وزارة الصحة مسؤولة عن جميع الشؤون الصحية في المملكة وتشمل مهامها بصورة خاصة ما يلي:
- الحفاظ على الصحة العامة بتقديم الخدمات الصحية الوقائية والعلاجية والرقابية.
- تنظيم الخدمات الصحية المقدمة من القطاعين العام والخاص والإشراف عليها.
- توفير التأمين الصحي للمواطنين في حدود الإمكانات المتوافرة لديها.
- إنشاء المؤسسات والمعاهد الصحية التعليمية والتدريبية التابعة للوزارة والإشراف على إدارتها وذلك مع مراعاة أحكام التشريعات النافذة ذات العلاقة.

### مهام أخرى
تعمل الوزارة، وبالتنسيق مع الجهات ذات العلاقة، على تحقيق ما يلي:
- تشجيع أنماط وسلوكيات الحياة الصحية وتعزيزها، مثل: الأنشطة البدنية، اتباع أساليب التغذية السليمة، تشجيع مكافحة التدخين وأي أنماط أو سلوكيات أخرى يثبت علميا جدواها في تحسين الصحة.
- رفع المستوى الصحي للسكان بمكافحة الأمراض الناجمة عن سوء التغذية بإضافة المغذيات الدقيقة كاليود والحديد والفيتامينات وما شابهها إلى المواد الغذائية أو طلب تعديل مكوناتها ومنع تسويق الأغذية ذات الخطر على الصحة والتي يحتمل خطرها.
- تشجيع الرضاعة الطبيعية للأطفال وتعزيزها ولهذه الغاية يحق لها منع أي وسيلة إعلان، مرئية أو مسموعة أو مقروءة، أو أي وسيلة لعرض المذكرات أو الإرشادات أو بطاقات التعريف أو صفائح العرض أو الصور أو الأفلام أو البضائع بأي صورة كانت للإعلان عن بدائل حليب الأم والأغذية التكميلية ورقابة إنتاج وتصميم ونشر المعلومات والمواد التثقيفية المتعلقة بها.
- رعاية الأمومة والطفولة بتقديم الخدمات اللازمة للام والطفل بما في ذلك العناية بالحامل أثناء فترة الحمل وأثناء الولادة وأثناء النفاس ومراقبة نمو الطفل وتقديم المطاعيم وذلك وفق متطلبات الصحة الإنجابية اللازمة وغيرها من الشؤون الصحية المتعلقة بتنظيم الأسرة.
- إلزام الراغبين في الزواج بإجراء الفحص الطبي اللازم قبل الزواج وتحدد الأحكام المتعلقة بهذا الفحص وشروطه بمقتضى النظام الصادر وفقا لأحكام هذا القانون ولا يجوز إجراء عقد الزواج قبل إجراء هذا الفحص
- كما تعمل الوزارة على:

1. تقديم الخدمات الصحية الوقائية لطلبة المدارس ورياض وحضانات الأطفال الحكومية
2. تأمين الخدمات الصحية وتقديمها حسبما تراه مناسبا لبعض المدارس ورياض وحضانات الأطفال غير الحكومية أو إلزام أصحابها بتقديم هذه الخدمات تحت إشراف الوزارة.

- تنفيذ البرامج المتعلقة بالأنشطة الصحية الخاصة برعاية المسنين والإشراف الصحي على المراكز والمؤسسات الخاصة بهم.
- الرقابة على البيئة المهنية وصحة العاملين في المصانع والمعامل والمؤسسات الصناعية وما ماثلها لضمان السلامة الصحية لهم.
- تنفيذ البرامج والأنشطة الصحية ذات العلاقة بمكافحة الأمراض غير السارية الشائعة كأمراض القلب والأوعية الدموية والسرطان والسكري وأي أمراض مشابهة أخرى يمكن أن تشكل خطرا على الصحة العامة.

## الوزراء
وزارء الصحة في الفترة الأخيرة:
| الوزير             | البداية        | النهاية        |
| ------------------ | -------------- | -------------- |
| فراس الهواري       | 29 مارس 2021   | لغاية الآن     |
| نذير عبيدات        | 12 أكتوبر 2020 | 13 مارس 2021   |
| سعد جابر           | 09 مايو 2019   | 12 أكتوبر 2020 |
| غازي منور الزبن    | 13 أكتوبر 2018 | 08 مايو 2019   |
| محمود الشياب       | 01 يونيو 2016  | 12 أكتوبر 2018 |
| علي حياصات         | 01 أيلول 2013  | 29 مايو 2016   |
| مجلي محمد محيلان   | 30 مارس 2013   | 21 أغسطس 2013  |
| عبد اللطيف وريكات  | 02 يوليو 2011  | 30 مارس 2013   |
| ياسين الحسبان      | 09 فبراير 2011 | 26 مايو 2011   |
| محمود ياسين الشياب | 24 نوفمبر 2010 | 01 فبراير 2011 |
| نايف هايل الفايز   | 23 فبراير 2009 | 22 نوفمبر 2010 |
| صلاح مواجدة        | 22 نوفمبر 2007 | 23 فبراير 2009 |
| سعد الخرابشة       | 22 نوفمبر 2006 | 29 يوليو 2007  |
| سعيد دروزة         | 22 أكتوبر 2003 | 22 نوفمبر 2006 |
| حاكم القاضي        | 22 يوليو 2003  | 22 أكتوبر 2003 |
|                    |                |                |
| نائل جميل العجلوني |                |                |

| الصورة     | الاسم (مواليد–وفاة)             | فترة شغل المنصب     | فترة شغل المنصب | فترة شغل المنصب   | الحكومة            | ملاحظات    |
| الصورة     | الاسم (مواليد–وفاة)             | تولى المنصب         | غادر المنصب     | المدة             | الحكومة            | ملاحظات    |
| وزير الصحة | وزير الصحة                      | وزير الصحة          | وزير الصحة      | وزير الصحة        | وزير الصحة         | وزير الصحة |
| ---------- | ------------------------------- | ------------------- | --------------- | ----------------- | ------------------ | ---------- |
|            | الاسم (0000–0000)               | 01 شهر 0000         | 01 شهر 0000     | 1 سنة و31 أيام    | الحكومة            |            |
|            | الاسم (0000–0000)               | 01 شهر 0000         | 01 شهر 0000     | 1 سنة و31 أيام    | الحكومة            |            |
|            | الاسم (0000–0000)               | 01 شهر 0000         | 01 شهر 0000     | 1 سنة و31 أيام    | الحكومة            |            |
|            | الاسم (0000–0000)               | 01 شهر 0000         | 01 شهر 0000     | 1 سنة و31 أيام    | الحكومة            |            |
|            | الاسم (0000–0000)               | 01 شهر 0000         | 01 شهر 0000     | 1 سنة و31 أيام    | الحكومة            |            |
|            | الاسم (0000–0000)               | 01 شهر 0000         | 01 شهر 0000     | 1 سنة و31 أيام    | الحكومة            |            |
|            | نذير عبيدات (1959–)             | 12 تشرين الأول 2020 | 13 آذار 2021    | 152 أيام          | حكومة بشر الخصاونة |            |
|            | مازن الفراية (1969–) (بالوكالة) | 13 آذار 2021        | 29 آذار 2021    | 16 أيام           | حكومة بشر الخصاونة |            |
|            | فراس الهواري (0000–0000)        | 29 آذار 2021        | في المنصب       | 3 سنوات و359 أيام | حكومة بشر الخصاونة |            |